# Stenopogon arnaudi
Stenopogon arnaudi là một loài ruồi trong họ Asilidae. Stenopogon arnaudi được Martin miêu tả năm 1968. Loài này phân bố ở vùng Tân Bắc giới.